# Davenport-Gletscher
Der Davenport-Gletscher liegt in einem Kar an der Südostseite des Boston Peak im North Cascades National Park im US-Bundesstaat Washington. Der Gletscher ist etwa 0,20 mi (0,32 km) lang und strömt von 8.000 ft (2.438 m) auf 7.500 ft (2.286 m) Höhe hinab. Der Gletscher liegt außerdem nordöstlich des Sahale Mountain und ist vom viel größeren Boston-Gletscher im Norden durch einen Grat, die so genannte Ripsaw Ridge, getrennt.